# 塞薩洛尼卡之圍 (1422年—1430年)
塞薩洛尼卡之圍（1422–1430年）為鄂圖曼帝國蘇丹進攻塞薩洛尼卡之戰役。該戰役的成功使得該城市被鄂圖曼帝國所控制，直到1912年被希臘王國佔領為止。
早在1387年之時，塞薩洛尼卡便已經開始由鄂圖曼帝國掌控，直到1403年安卡拉戰役後回歸拜占庭帝國控制。1422年，在拜占庭決定支持穆斯塔法·切萊比作為對他的偽敵對者後，穆拉德決定發兵襲擊塞薩洛尼卡。由於拜占庭方無法為該城提供人力與資源，該城統治者安德洛尼卡·帕萊奧洛戈斯便於1423年9月將該城主權移交威尼斯，後者曾試圖說服蘇丹穆拉德二世承認其在該城的主權，但蘇丹認為他們才是該城的主權擁有者，威尼斯方面則是入侵者，爾後導致了鄂圖曼帝國對塞薩洛尼卡進行包圍，並偶爾會對城市進行直接攻擊。與此同時，相關衝突發生地點主要集中在對方的巴爾幹與愛琴海諸島之一系列襲擊，其中威尼斯曾一而再再而三地透過封鎖加里波利附近的達達尼爾海峽對鄂圖曼施加壓力，但是收效均不彰。
對封鎖很快便導致該城居民因飢荒而被迫集體逃出城市。此外，圍城對他們施加的限制、威尼斯無法適當地供應和保護城市、威尼斯侵犯他們的習慣權利以及當地威尼斯官員猖獗的暴利行為，導致城市內逐漸形成了一股贊成投降的勢力，並獲廣大民眾的支持。該城市的大主教西蒙曾鼓勵他的信徒們抵抗，然而到了1426年，由於威尼斯顯然無法靠自己來確保和平，他們大多數都開始傾向於投降，藉以避免日後伴隨著強行征服而將遭受的掠奪。雪上加霜的是，威尼斯試圖尋找盟友來對抗鄂圖曼帝國的行動最終以失敗告終：其他的國家或政權要碼不予理會，要碼敵視威尼斯自己，要碼已被鄂圖曼帝國擊敗了。
歷經多年來沒有定論的協商後，雙方準備在1429年進行最後的進擊。當年3月之時，威尼斯便與鄂圖曼帝國宣戰，但即便如此，統治該國的保守商業貴族也沒有對組建一支足以保護塞薩洛尼卡的軍隊產生興趣，更不用說強迫蘇丹尋求和解了。1430年初，蘇丹穆拉德集結兵力進攻塞薩洛尼卡，並在1430年3月29日攻進該城。長年圍困再加上歷經洗劫後的塞薩洛尼卡已經今非昔比，當地居民從原本大約40000名減少到只剩大約兩千名，日後還需要花幾年的時間來進行大規模安置。最後威尼斯方於同年7月與鄂圖曼締結和平條約，並承認了新現狀。在接下來的幾十年裡，威尼斯和鄂圖曼帝國之間的對抗逐漸演變成爭奪阿爾巴尼亞控制權之競爭。

## 背景

1410年巴爾幹半島南部和安納托利亞西部之地圖。其中鄂圖曼帝國與其他侯國以棕色表示；拜占庭帝國以粉色表示；威尼斯與其領地以綠色表示。

14世紀，新生的鄂圖曼帝國於近東崛起，在征服安納托利亞的大部分地區後，於1354年佔領了加里波利，使得鄂圖曼得以在巴爾幹半島得到立足之地。該地區的基督教勢力，尤其是已然衰弱的拜占庭帝國的軟弱、分裂，使鄂圖曼有了在該地區迅速擴張的機會（由鄂圖曼自己與半獨立的加齊進行）。到了1369年，鄂圖曼佔領了阿德里安堡──該城市為僅次於君士坦丁堡與塞薩洛尼卡的拜占庭第三大城市。而塞薩洛尼卡──由當時的拜占庭王子，未來的拜占庭皇帝曼努埃爾二世·帕萊奧洛戈斯統治──則在經過長時間的圍攻（1383-87年），最後連同周遭的卡瓦拉與克里索波利斯一同投降。
起初，投降後的城市只要上繳哈拉奇人頭稅，就可換取完全自治權。然而1391年約翰五世·巴列奧略戈斯駕崩後，曼努埃爾二世躲過鄂圖曼帝國的羈押並逃往君士坦丁堡，爾後，他被加冕為拜占庭皇帝，此行為激怒了蘇丹巴耶濟德一世，於是他將剩餘的拜占庭領土盡數夷為平地，然後轉而攻擊克里索波利斯，後者曾受風暴襲擊導致有大部分都被摧毀。塞薩洛尼卡此時再次屈服於鄂圖曼帝國的控制，他可能在歷經短暫的抵抗之後，卻被給予更加寬容的待遇：儘管這座城市徹底被鄂圖曼帝國控制，但基督徒居民和教會仍被保留了大部分財產，同時相關機構得以被保留。
一直到1403年，塞薩洛尼卡一直都在鄂圖曼帝國手中，而在前一年，鄂圖曼帝國遭遇了慘敗：突厥化蒙古征服者帖木兒於安卡拉戰役戰勝鄂圖曼軍隊並俘虜了蘇丹巴耶濟德一世，促使鄂圖曼進入大空位期後，當時的曼努埃爾二世決定站在巴耶濟德一世的長子蘇萊曼·切萊比這邊。後者為了換取他的支持，與拜占庭簽訂加里波利條約，拜占庭皇帝得以重新收復塞薩洛尼卡，包括其腹地的一部分、查爾西迪斯半島以及斯特魯馬河與皮尼奧斯河之間的沿海地區。
儘管該城再次由拜占庭統治，但塞薩洛尼卡和君士坦丁堡之間的關係仍然存在問題，塞薩洛尼卡的當地貴族一直小心翼翼地保護著他們廣泛的特權（這在現代學者來看是相當於實際上的自治）：這是上個世紀拜占庭歷史上幾個城市所證實的更廣泛現象的一部分，即中央權威的減弱和地方的離心傾向之顯現，而就塞薩洛尼卡來看，至少從14世紀中葉的狂熱運動後，該城尋求獨立於君士坦丁堡的趨勢就很明顯，並在1382-1387年，曼努埃爾二世統治期間的自治政權中得到了加強。是以，當該城回歸拜占庭掌控之時，塞薩洛尼卡和周邊地區成為曼努埃爾二世的侄子約翰七世·巴列奧略戈斯的自治領地，在他於1408年死後，便由曼努埃爾二世的第三位兒子：專制君主安德洛尼卡·帕萊奧洛戈斯即位，其中在1415年前，都有由德米特里奧斯·拉斯卡里斯·萊昂塔雷斯在旁監督。在此期間，塞薩洛尼卡出現一段相對和平的繁盛時期，而此時的鄂圖曼內部正全神專注於他們自己的內戰，唯二的兩場例外是1412（由穆薩·切萊比進攻）年與1416年（在穆斯塔法·切萊比反穆罕默德起義期間）的時候曾遭鄂圖曼攻擊。當鄂圖曼內戰結束之後，該國對塞薩洛尼卡的壓力再次增加，就如1383-1387年的圍城戰一樣：這導致了城內支持抵抗的派系（必要時在西歐（「拉丁人」）的幫助下），以及呼籲向鄂圖曼帝國投降的派系間之意見發生分歧。

## 第一次襲擊與主權的更動

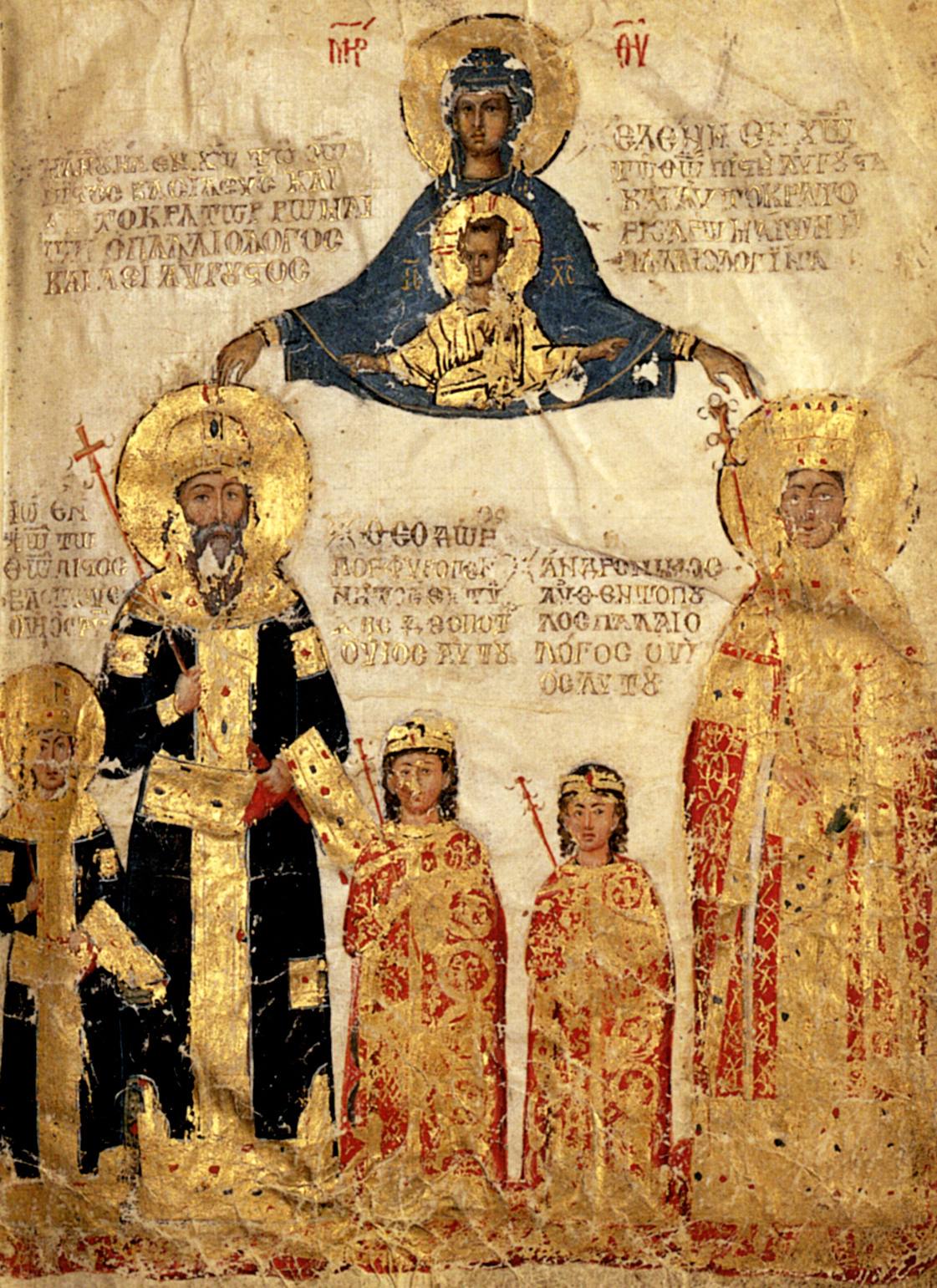
拜占庭皇帝曼努埃尔二世与皇后海伦娜·德拉加什（右）及三位皇子：长子、共治皇帝约翰八世，专制君主安德洛尼卡·帕萊奧洛戈斯与狄奥多尔

鄂圖曼內戰的最終勝利者穆罕默德一世與支持他的拜占庭帝國保持著良好關係，然穆拉德二世的繼任改變了局勢，因為生病的曼努埃爾二世的繼承人兼事實上的攝政王約翰八世·帕萊奧洛戈斯 將穆斯塔法·切萊比設為穆拉德的競爭對手。在擊敗對手後，穆拉德決定要摧毀殘存的拜占庭帝國，是以他於1422年6月10日圍攻君士坦丁堡至9月6日，最終未能成功。1422年6月，埃夫雷諾斯之子布拉克貝伊在巴爾幹半島的各個鄂圖曼行軍領主之協助下同時圍攻塞薩洛尼卡，並蹂躪了該城郊區和西哈爾西迪斯。
據該城的大主教西蒙（於1416/17-1429年任職）稱，他和專制君主安德洛尼卡一直向君士坦丁堡求援，然而帝國的資源先然不足，並全神專注地解決自身問題，最終後者派出一個不知名之指揮官前來，但他既沒有帶兵，也沒有帶錢，他提議設立一個公民共同基金來支持軍防，但是很快便遭到了強烈反對，尤其是那些必然會首當其衝的富有貴族，平民百姓同樣也不願意出錢；而當鄂圖曼帝國提出和平解決的消息傳來時，這些平民只要在專制君主安德洛尼卡離開了這座城市後，甚至會為了與鄂圖曼帝國和解而不惜製造騷亂。
那時，一群貴族可能在沒有與君士坦丁堡諮詢的情況下，說服專制君主請求威尼斯的協助：1423年春天，他們透過威尼斯的尼格羅蓬特領地，並告訴威尼斯方，他打算將這座城市交給他們，當威尼斯聽聞之後感到相當吃驚。安德洛尼卡對威尼斯的提議所附加的唯一條件，是保障城市居民的財產、習俗和特權，允許他們進行貿易和自由進出口的權力，該城東正教教堂的地位必須得到尊重，並發誓將保衛這座城市免受鄂圖曼帝國的侵擾。16世紀的編年史家馬卡里奧斯·梅利塞諾斯稱安德洛尼卡以五萬達克特之價格賣掉這個城市，這個說法直到20世紀中葉都一直被學者們接受，而正如康斯坦丁諾斯·梅爾齊奧斯和保羅·勒默爾所示，其他的來源都未曾提及該事件，也沒有任何與該事件有關的原始資料出土。另一方面，如果安德洛尼卡有提出要求的話，被任命監督移交的威尼斯特使將被授權提出從該市的收入中的兩萬至四萬阿斯龐作為每年補貼。
爾後，該報價在適當的時機傳到威尼斯那邊。1423年4月15日，弗朗切斯科·福斯卡里當選威尼斯總督，這使其支持者對鄂圖曼帝國的擴張主義，採取更加激進且不屈不撓的立場，但是威尼斯大議會的眾多成員們仍被該國內部的商人貴族的謹慎傾向支配：這些商人擔心與鄂圖曼的公開戰爭會影響到貿易層面。自第四次十字軍東征後，威尼斯有計劃的採取從當時已然崩潰的拜占庭帝國中，逐步獲得前哨站、堡壘和島嶼之政策，繼而確保威尼斯與東方寶貴的貿易聯繫，而自一段時間以來，威尼斯一直將塞薩洛尼卡當成可能的擴張目標，尤其是在君士坦丁堡似乎即將落入突厥人手中的時候，因此在1419年，威尼斯重新建立了在該城的領事館，並由當地的希臘人喬治·菲洛馬蒂任職，並在他於1422年去世後，由其兄德米特里奧斯繼任。
最後在7月7日的大議會會中，安德洛尼卡的要求被接受了。之後，大議會向愛琴海的威尼斯領地──尼格羅蓬特、諾普利亞、蒂諾斯和米科諾斯，以及納克索斯公國的附庸──發出通知，要他們準備船隻準備佔領該城，而該國在君士坦丁堡的拜洛則被指示獲得曼努埃爾皇帝的同意。一周後，桑托·維尼爾和尼科洛·喬治被任命為大特使，他們的任務是前往希臘，如果專制君主安德洛尼卡同意的話，他們將接管這座城市並透過僱傭軍隊來安排其防禦。隨後喬治前去覲見鄂圖曼蘇丹並告訴他，威尼斯已經收購了該城市，並澄清這是防止對蘇丹懷有敵意的其他基督徒所實施的權宜之計。此外，特使們還要安排蘇丹與威尼斯之間，及蘇丹與曼努埃爾皇帝之間的和平會議。曼努埃爾皇帝顯然同意了這一提議：在1423年9月14日，六艘威尼斯帆船與一艘拜占庭帆船一起進入了塞薩洛尼卡港，當地的居民將入城的威尼斯人視為救世主。對於塞薩洛尼卡居民來說，威尼斯的統治不僅意味著突厥人的安全（大約五千名鄂圖曼軍隊正在圍攻這座城市），而且更直接地意味著供應補給的安全流動。
然而儘管如此，該城居民仍然繼續支持與鄂圖曼的和解方案，大主教西蒙的著作紀錄了，當時許多居民此時均紛紛逃往鄂圖曼帝國；此等情緒甚至也包括了部分貴族：當代拜占庭歷史學家杜卡斯紀錄道，威尼斯在佔領這座城市後不久，就把與鄂圖曼帝國有些聯繫的四位主要貴族監禁起來，隨後他們先是被流放到克里特，隨後是威尼斯，最後到帕多瓦，其中餘下倖存的兩位倖存者一直到1430年塞薩洛尼卡淪陷為止。當代威尼斯莫羅西尼手抄本記錄了一個陰謀──那個被唐納德·尼科爾斥為「誹謗」的陰謀──即專制君主安德洛尼卡打算將這座城市交給突厥人。據表示該陰謀最後於於1423年11月被發現，安德羅尼卡和他的擁護者盡皆遭到流放，專制君主本人則被送往摩里亞的納普利亞。

## 圍城期間之軍事與外交行動

### 最初之威尼斯－鄂圖曼軍事與外交事件

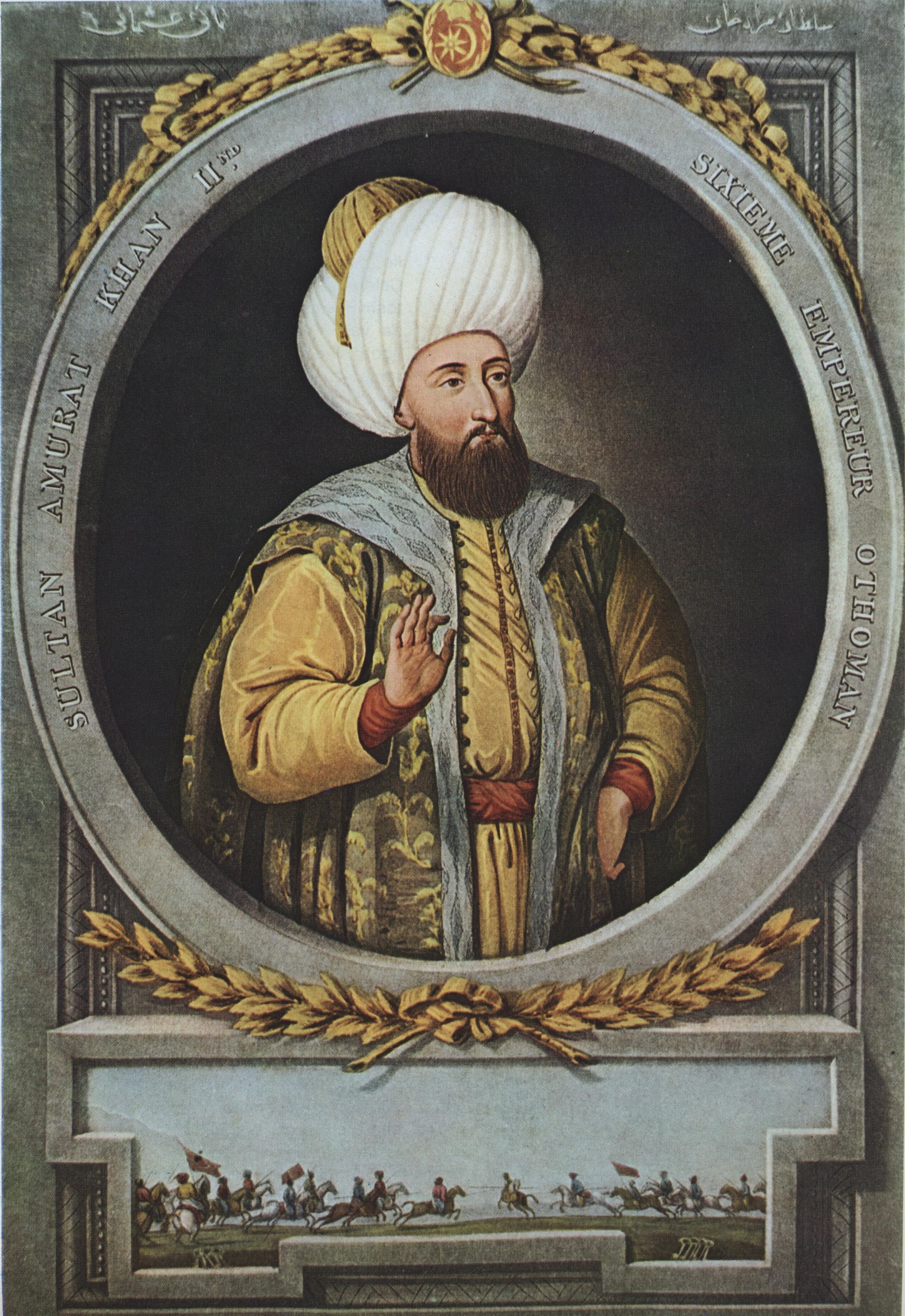
蘇丹穆拉德二世，由19世紀宮廷畫家康斯坦丁·卡皮達格勒所繪

威尼斯希望能在獲得鄂圖曼同意下佔領塞薩洛尼卡，然而大約在1424年2月，大使喬治試圖執行蘇丹法庭交代他的任務時以失敗告終，導致他被穆拉德逮捕、監禁。隨後，鄂圖曼帝國拒絕承認威尼斯在該城的主權，他們認為後者是非法佔領，而且他們也曾經征服過這個城市。正如杜卡斯所記錄的，穆拉德對於尋求和平的威尼斯大使做出的答覆，總結了鄂圖曼帝國對此的態度：
這座城市是我父系之財產。我的祖父巴耶濟德，用他的力量將她（塞薩洛尼卡）從羅馬人（拜占庭人）手中奪來。如果羅馬人戰勝了我，他們就有理由驚呼：「他不公正！」 但你們是來自義大利的拉丁人，為什麼要闖入這些地方？你自然可以選擇離開，你們若不從，我將上前進攻。——蘇丹穆拉德二世致威尼斯大使信, 杜卡斯, 突厥-拜占庭歷史XXIX.5
當喬治被捕的消息傳到威尼斯時，大議會決定將他和維尼爾替換掉，前兩個替補人選：雅各布·特雷維桑和凡蒂諾·米歇爾拒絕繼任，但在1424年5月，貝爾納多·洛丹被任命為該市公爵（統治者），雅格布·丹多洛為隊長（軍事指揮官），任期兩年。與此同時，維尼爾奉命確保釋放喬治，並獲得蘇丹對威尼斯控制塞薩洛尼卡及周圍村莊與科蒂亞赫堡壘（霍爾蒂阿蒂斯山）之權的承認。作為交換，威尼斯交提供一千至兩千達克特為貢金，並每年對蘇丹的高級朝臣發放年金，相同指示同樣發給了前往塞薩洛尼卡的彼得羅·洛丹。如果他發現該城被圍困，洛丹將進攻加里波利──他曾在1416年在那裡取得重大勝利──並阻礙鄂圖曼軍隊越過達達尼爾海峽，如果可以的話，該戰役將試圖激起鄰國統治者對蘇丹的反對。為了強調威尼斯並不渴望戰爭之事實，洛丹奉命通知當地的突厥指揮官，他的行為只是因為喬治的監禁和塞薩洛尼卡被圍困所造成的結果，並且這是他們合法獲得的。
這為鄂圖曼帝國與威尼斯爭奪塞薩洛尼卡控制權的六年戰爭提供了導火索：當鄂圖曼帝國開始從陸地上進行封鎖並攻擊塞薩洛尼卡，試圖讓內部居民飢餓迫降時，威尼斯多次派出大使，確保承認他對塞薩洛尼卡的占領換取每年的貢金收入。為了支撐起威尼斯的外交努力，他們試圖透過在鄂圖曼帝國周邊挑起事端、支持反鄂圖曼十字軍東征及派遣艦隊進攻加里波利，來向鄂圖曼蘇丹施壓；同樣的，鄂圖曼帝國也試圖透過襲擊威尼斯在愛琴海的財產來分散其注意力。
威尼斯在安納托利亞的艾登侯國中可能有一個願意這麼做的盟友，即伊茲密爾奧盧·朱奈德貝伊。朱奈德是一位有能力且精力充沛的君主，他試圖與另一個侯國卡拉曼侯國結為反鄂圖曼聯盟，並透過另一個鄂圖曼王子伊茲梅爾來到魯米利亞，繼而重啟鄂圖曼內戰。作為回應，穆拉德與威尼斯的對手熱那亞結盟，同時封鎖艾登侯國的海岸，不讓伊茲梅爾啟航，最終朱奈德於1425年被制伏，使威尼斯失去了他的協助。1424年2月，穆拉德與拜占庭締結了和約，使後者幾乎歸還了他們在1403年獲得的所有土地，僅剩君士坦丁堡及其周邊地區，並再次淪為鄂圖曼帝國的附庸。
與此同時，十字軍東征的努力因威尼斯與匈牙利國王西吉斯蒙德（1396年反奧斯曼十字軍東征之尼科波利斯之戰戰敗的主要將領）試圖攻佔達爾馬提亞而推進艱困：兩國都希望藉由鄂圖曼的短期弱點及由此導致的巴爾幹動盪來擴大他們的領土──威尼斯的達爾馬提亞和阿爾巴尼亞、波士尼亞的西吉斯蒙德，塞爾維亞和瓦拉幾亞──來擴大他們的領土。威尼斯在1412年至1420年間，從匈牙利手中奪取了塞塔、斯普利特和其他達爾馬提亞城市：這一政策使得1420-23年間與塞爾維亞專制公斯特凡·拉扎列维奇發生衝突，迫使後者尋求鄂圖曼帝國求助；皇帝曼努埃爾二世、約翰八世，及波蘭國王雅蓋沃試圖使威尼斯和西吉斯蒙德之間達成和解，但最終徒勞無功。威尼斯一直到1425年穆拉德終結了他讚安納托利亞的威脅，並開始進行反攻後，才意識到與西吉斯蒙德結盟的必要性，然而，儘管有來自薩伏依公國與佛罗伦萨共和国的更大壓力，西吉斯蒙德還是拒絕了：這促使鄂圖曼帝國得以將塞爾維亞和波士尼亞重新納為附庸國，並在穆拉德於1428年戈盧巴克之圍中阻止西吉斯蒙德的進攻後，兩個大國之間達成了休戰協議。

### 1425年的軍事與外交事件
與此同時，儘管洛丹在加里波利附近開展行動，但到了1424年10月，由於塞薩洛尼卡的局勢變得非常嚴峻，以至於大議會不得不授權向該市派遣150至200名士兵，及物資和金錢進入該城。1425年1月13日，威尼斯決定在明年以前造出25艘槳帆船：這是一項異常龐大的工程，並由凡蒂諾·米歇爾擔任上尉。該艦對於4月啟航，其任務既是解決威尼斯領地的事務，並向塞薩洛尼卡人證明威尼斯對其之支持。米歇爾還被指示與鄂圖曼蘇丹聯繫，並向大維齊爾、老錢達爾勒·易卜拉欣帕夏和其他的鄂圖曼宮廷成員承諾或將提供大量款項，以獲得議會同意。對此威尼斯提議歸還蘇丹原先控制的鹽田，以及專制君主安德羅尼卡的十萬阿斯龐貢金，然而威尼斯拒絕讓城內的突厥人以安德羅尼卡統治時期一樣由他們自己的卡迪審判，並堅持恢復成門口的海關哨所。米歇爾的下一步為確保釋放去年3月鄂圖曼帝國突襲摩里亞期間被俘的威尼斯公民，並重新確認1419年的和平條約，如果可能的話，還會包括將博多尼察侯爵領地歸還其統治者尼古拉斯三世·佐爾齊。
1425年7月，米歇爾率領的10艘威尼斯帆船沿著馬其頓海岸向東進行了一次遠征：他們發現耶里索斯被鄂圖曼軍隊棄守，但卻充滿了補給品，隨後他們將這些補給裝上他們的船隻，在放火燒毀該城鎮和附近的其他五個堡壘後，艦隊改駛至克里斯托波利斯。他們發現那裏有一支大約四百人的鄂圖曼西帕希部隊駐守（該軍隊由伊茲梅爾貝伊率領）。由阿爾維斯·洛丹的第一次登陸嘗試以失敗告終，在所有威尼斯艦隊集結後，在歷經四小時戰鬥後才擊敗了鄂圖曼軍隊的抵抗：包括伊斯梅爾貝伊在內的41名突厥人被殺，30人被俘。爾後威尼斯在用石頭與土木加固堡壘後，留下80名步兵和50名弩手之駐軍後即駛船離去。很快地，突厥人帶著一萬至兩萬大軍返回，並嘗試奪回該堡壘，歷經20天的戰鬥後，鄂圖曼以損失約八百人的代價奪回該堡壘，威尼斯駐軍無處可逃，他們多半被殺，其餘倖存者盡皆淪為戰俘。
7月21日，曼努埃爾二世駕崩，約翰八世正式繼任皇帝。對此，對後者懷有敵意的穆拉德二世襲擊了位於中希腊的塞薩洛尼卡和澤圖尼翁（拉米亞）之郊區。與此同時，塞薩洛尼卡的希臘人派特使到威尼斯大議會，抗議公爵和隊長侵犯其權利，此外他們堅持威尼斯加強卡桑德拉防禦，以免卡桑德拉半岛受到鄂圖曼攻擊。作為回應，米歇爾佔領了卡桑德里亚堡壘，並在該地區建造了兩個小堡壘來加強堡壘防禦，然後他在鄂圖曼駐軍拒絕投降後，放火燒毀了塞爾邁灣對面的普拉塔蒙城堡。爾後，該城堡再次被修復，但可能不久隨即棄城（因為該堡壘從此未再被提及過）。之後，威尼斯大議會應米歇爾的要求，派出200士兵前往塞薩洛尼卡和卡桑德拉之要塞，並授權總司令在該地區統領四艘槳帆船。從米歇爾給大議會的信中，透露出他似乎同時在與鄂圖曼帝國進行談判：作為其一部分，他每年要向鄂圖曼帝國色薩利總督圖拉漢貝伊和大維齊爾貢出20,000阿斯龐。與此同時，根據《摩羅西尼法典》稱，有位自稱是穆斯塔法·切萊比的偽裝者抵達塞薩洛尼卡，促使越來越多的突厥人聚集，他們認為他就是前蘇丹巴耶濟德真正的兒子。不久，偽穆斯塔法從城內對穆拉德軍隊發動突擊，但在其中一次行動中，穆斯塔法和威尼斯船長幾乎被俘，促使大議會在9月3日下達停止突擊之指示，並隨即關上城門。

### 1426-27年的軍事與外交事件

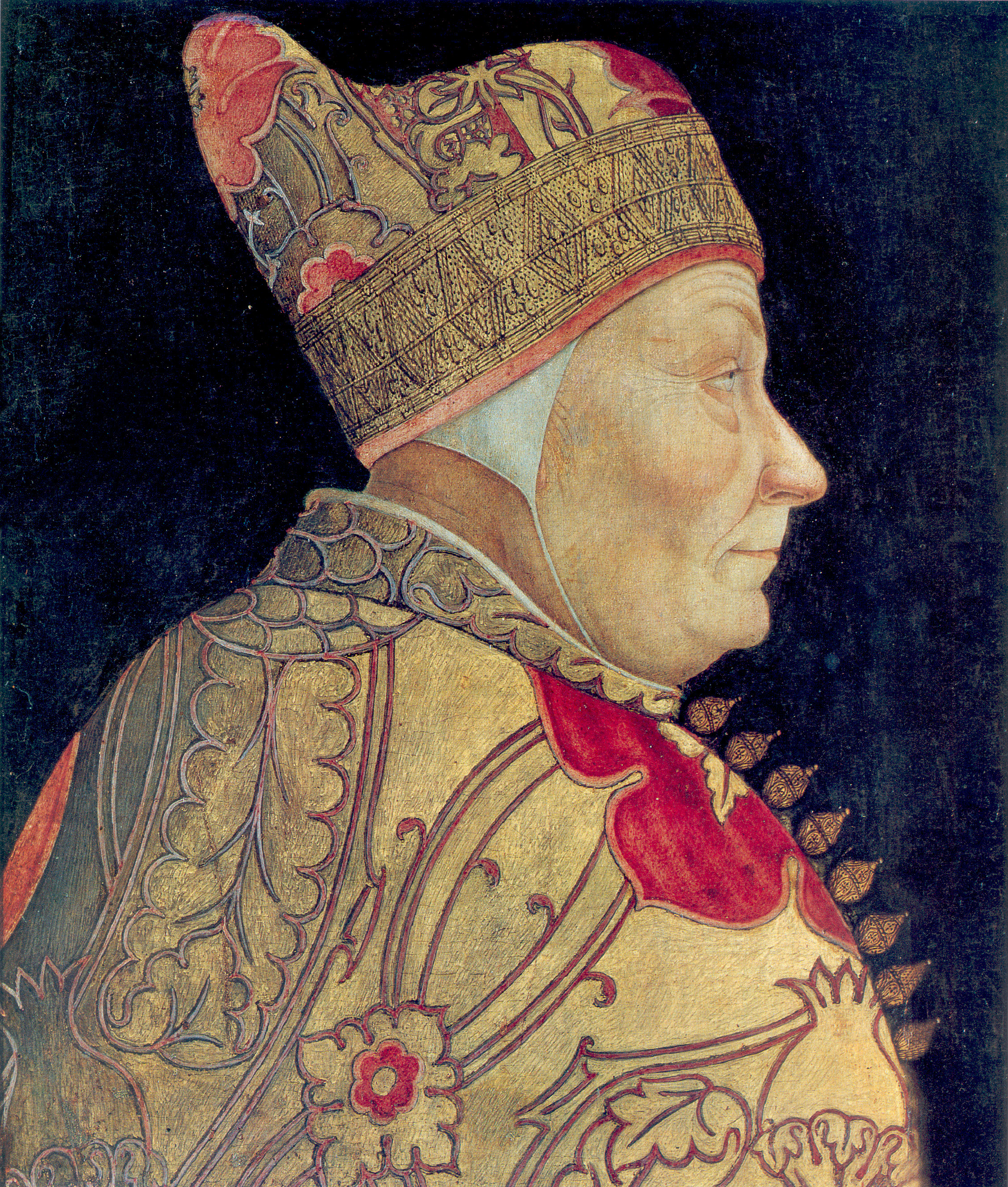
戰役期間的威尼斯總督弗朗切斯科·福斯卡里（由拉扎羅·巴斯蒂亞尼所畫）

1426年4月，米歇爾即將與加里波利的鄂圖曼總督達成和解，威尼斯方面將得以保留塞薩洛尼卡，只要其每年貢出100,000阿斯龐貢金，並且附加突厥人在城中的爭端得由他們自己的卡迪來解決，以及城內商人的進出自由和免稅流動之條件，然而談判最終再次失敗，因為鄂圖曼堅持要取得卡桑德拉和喬蒂亞蒂斯兩地：他們打算這些地方作為征服這座城市之跳板。與此同時，據稱鄂圖曼以三萬大軍對該城進行一次大攻勢，但該城中有5艘可能配備小型大砲的威尼斯槳帆船，並協助守軍擊退了進犯者。根據洛丹和丹多洛向大議會的報告，城牆上共有700弩手進行反擊，突厥人損失了兩千多人後撤退。
5月6日，該城選出一位新公爵與新隊長：保羅·特雷維桑和保羅·奧里奧。1426年7月，新的威尼斯總司令安德里亞·莫塞尼戈奉命恢復談判，這次他承認了鄂圖曼帝國擁有卡桑德拉和喬蒂亞蒂斯的主權；另一方面，和平解決應該是全面的，包括愛琴海的拉丁領主，他們是威尼斯的公民兼客戶。如若鄂圖曼不答應，他將進攻加里波利。到了8月，塞爾維亞專制公斯特凡·拉扎列維奇作為調解人為其服務。11月28日，莫塞尼戈成功讓穆拉德同意這次和平條約：該協議的內容與米歇爾所提議的大致相同，除了威尼斯每年要向鄂圖曼宮廷的高級官員支付150,000阿斯龐與增加年金，並交出喬蒂亞蒂斯。儘管威尼斯希望可以締結和平條約，但都一直在沒有達成協議的情況下，年復一年地拖延下去。貝內代托·伊莫在1427年被任命為駐鄂圖曼蘇丹大使，其明確目的就是為了批准該條約，後他於1428年8月被雅格布·丹多洛取代。丹多洛被進一步指示如有必要可以加碼成300,000阿斯龐拱金，以及10,000-15,000達克特及額外2,000達克特作為年金禮物；並表示可以提供更多的款項，來換取塞薩洛尼卡、卡桑德拉和鹽田周邊地區的主權。然而，丹多洛並沒有比他的前任成功：當時蘇丹要求塞薩洛尼卡投降，而當丹多洛回答說他無權這樣做時，蘇丹便將他打入監獄，並任其自生自滅。

### 1428-29年的軍事與外交事件
在塞薩洛尼卡的整體對抗期間，鄂圖曼不斷地騷擾位於阿爾巴尼亞的威尼斯領地。1428年初春，鄂圖曼艦隊對希臘的威尼斯領地發動一次大規模襲擊：共有40-65船突擊优卑亚岛，俘虜了七百名威尼斯公民，然後繼續突襲了摩里亞西南部的兩個威尼斯前哨，摩登和科倫之周邊地區。當這個消息於4月22日傳到威尼斯本土後，儘管前一年的圭多·達卡諾率領的艦隊還在國外，但一支由15艘帆船組成的近衛艦隊被獲准在安德里亞·莫塞尼戈指揮下，追捕鄂圖曼掠奪者，然由於先前達卡諾的艦隊在加里波利被鄂圖曼－基督教聯軍艦隊擊敗，這支新艦隊直到9月才啟航，再加上納克索斯公爵喬瓦尼二世·克里斯波的叛逃，鄂圖曼海軍的威脅在此時變得尤為嚴重：儘管他是威尼斯的公民兼附庸，但鄂圖曼帝國對他的財產壓力越來越大，最後迫使大議會授權他與鄂圖曼帝國簽訂單獨的和平條約，而克里斯波也照辦了。結果，克里斯波被迫在突厥人的突襲中有效地協助他們，並停止透過信標，向优卑亚岛上的威尼斯人發出鄂圖曼帝國突襲即將到來的信號。1429年3月上旬，一支鄂圖曼艦隊甚至出現在塞薩洛尼卡附近的海面上，並俘獲了兩艘威尼斯船隻。
根據威尼斯參議員安德里亞·蘇里亞諾的說法，威尼斯平均每年在這場看似毫無結果的衝突中花費60,000達克特，但他們自己卻不願將資源全部投入到塞薩洛尼卡；並且它還很靠近鄂圖曼帝國的權力中心：這使得他們能否長期保持現狀之能力令人懷疑，而與此同時，離家鄉更近的威尼斯本土正在與米蘭公國就北義大利的控制權發生衝突。威尼斯長期以來一直試圖避免向鄂圖曼宣戰，但現在它別無選擇：丹多洛的監禁、日益增加的鄂圖曼海軍威脅（在希俄斯岛和莱斯沃斯岛的熱那亞領地的公開援助下），並且隨著與匈牙利戰爭的結束，威尼斯清楚地表明了，蘇丹正準備以武力解決塞薩洛尼卡問題。結果在1429年3月29日，大議會經投票通過對鄂圖曼蘇丹的正式宣戰，並下令徵召更多船隻加入艦隊。
5月11日，偽穆斯塔法出現在大議會面前，並因其服務獲得了150杜卡特的禮物。6月4日，塞薩洛尼卡選出了新的公爵和隊長，保羅·康塔里尼和安德里亞·多納托，至於前三對被選中的人基本都拒絕了這個職位而被罰款：這清楚地表明威尼斯貴族不願承擔這項無利可圖的危險任務。7月1日，莫塞尼戈在加里波利襲擊了鄂圖曼船隻，然，儘管他率領旗艦衝破了保護鄂圖曼錨地的柵欄，但其他威尼斯船隻並沒有因此跟上，因而使莫塞尼戈死傷慘重地狼狽撤退。即便如此，威尼斯也不會全心全意地投入戰爭：1430年1月，作為鷹派支持者的蘇里亞諾提議武裝一支由14艘船組成的艦隊，並對鄂圖曼帝國採取更加果斷的決策，該提案最後被否決，儘管該提議相當溫和，且顯然不足以迫使蘇丹達成協議；相反地，大議會指示新任總司令西爾維斯特羅·莫羅西尼尋求拜占庭皇帝之調解，並按先前的協議形式來解決問題。
在清楚自身的缺點後，威尼斯試圖與其他害怕鄂圖曼帝國層層擴張的區域統治者結盟。其中，卡拉曼的易卜拉欣二世就利用鄂圖曼對戈盧巴克進行圍攻的專注，設法控制了哈米德區；而到了1429年8月，在賽普勒斯的雅努斯的調解下，威尼斯與易卜拉欣得以接觸，期望可建立反穆拉德結盟。然而，威尼斯－賽普勒斯－卡拉曼聯盟的前景並沒有繼而產生軍事聯盟，反而使鄂圖曼帝國與東地中海的另一個穆斯林強國：埃及馬木留克蘇丹國更加親密，並開啟兩國共同反對拉丁人在該地區存在的時期。甚至後來威尼斯還試圖讓負有野心的帖木兒之子沙哈魯的威脅，來促使穆拉德實現和平，尤其是後者於1429年9月擊敗黑羊王朝，致使他與鄂圖曼帝國的安納托利亞領地相距甚遠之後：當代謠言稱他不僅希望恢復他父親對該地區的統治，而且還希望可以越過鄂圖曼帝國的領土進入魯米利亞，並經黑海北岸返回亞塞拜然，結果，沙哈魯仍然停在亞塞拜然過冬並不為所動。於是穆拉德即命令他的將軍哈姆扎貝伊，在1430年2月率領他的部隊從安納托利亞前往歐洲，並將他派去塞薩洛尼卡。

## 威尼斯統治下的塞薩洛尼卡

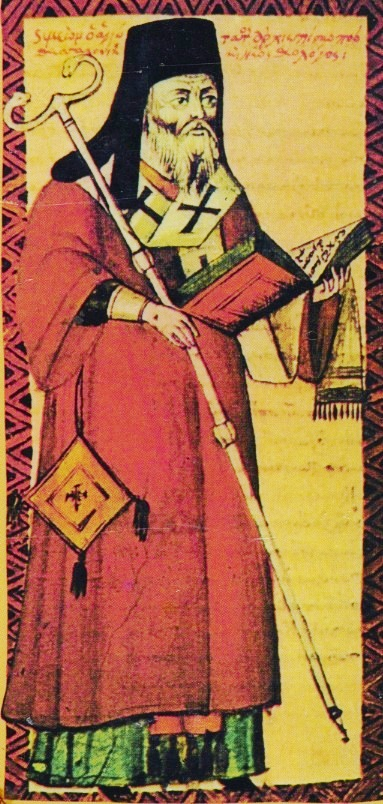
塞薩洛尼卡的西蒙（來自18世紀手抄本之縮影）

由於塞薩洛尼卡的圍攻導致了許多苦難，致使城內民眾對於他們的新任統治者感到不滿。到了1426-27年冬天之時，被圍之城的情況已然形同飢荒，致使塞薩洛尼卡居民被迫僅靠麵包充飢，但即便如此仍然存在問題──當出現嚴重的供不應求時，當局將被迫從威尼斯本土運送更多小麥至此，「極度貧瘠、死亡和窮困」之況讓當地希臘民眾越來越不安，就連那些先前歡迎威尼斯到來的人也開始動搖。食物的缺乏甚至還危及到該城的軍防：因為許多用威尼斯小麥而非現金來進行支付的許多僱傭軍守衛，會因為其口糧出現延遲而叛逃到突厥人那裡。這種情況越來越糟，直到1430年鄂圖曼發東總進攻之時，許多士兵都把自身的武器當掉，拿去換成食物來充飢了。
圍城導致的極度匱乏導致了城內民眾紛紛外流，因為那些有能力搬家的居民紛紛出售了他們的財產，並逃往君士坦丁堡、其他威尼斯統治的希臘領地或突厥人那裏。根據當代義大利資料表示，當地人口原本還有20,000-25,000之間，甚至還有過多達40,000人，然據估計，到1429/30年卻只剩下10,000-13,000人。威尼斯當局試圖阻止這個狀況，禁止居民離開城市、禁止「所有動產與不動產的銷售、抵押和轉讓」，並摧毀離開的居民之房屋及其他財產，甚至連樹木也不放過：他們希望這次破壞能夠對那些還留在城內的人起到威懾作用，再加上幾起代表威尼斯當局的專橫、投機和牟取暴利之事例，使得進一步使威尼斯背離人心。到了1425年4月，一位讓家人得以逃離該城的拜占庭教會官員曾寫曰「威尼斯奴役了這座城市」，而關於威尼斯暴政的類似情況在所有當代拜占庭資料中都得到了迴響。1425年7月，塞薩洛尼卡居民在其大使館中提交包含21份投訴與訴願之清單，其中包括為窮人提供固定糧食配給、降低稅費及在圍困期間暫停拖欠和與債務有關的懲罰，而城門的關閉意味著居民無法再進入他們的田地，而這些田地又一直遭突厥人蹂躪。在1425年7月23日的一次會議上，大議會同意了他們的大部分要求，並要求官員尊重當地公民的習俗和權利，並和由十二位貴族組成的地方議會來共同治理該城。
無論威尼斯為確保和平所做的努力為何，塞薩洛尼卡居民都很清楚，用拜占庭學學者唐納德·尼科爾的話來說的話，穆拉德「一直在爭取時間」，並且他將「永遠不會接受威尼斯人對塞薩洛尼卡的佔領」。正如歷史學家阿波斯托洛斯·瓦卡洛普洛斯所說，當代流行觀點很快就轉變為：「既然塞薩洛尼卡遲早會落入突厥人手中，那麼最好的辦法就是盡早和平投降，這樣就可以避免突厥人不得不使用武力佔領這座城市時所帶來的痛苦。」隨著城內情況的惡化，塞薩洛尼卡居民中支持投降的聲浪越來越大：這可從大主教西蒙的著作中得到證明，他表示在1425或26年的襲擊中，許多居民（包括一些守衛城牆的人）紛紛逃往鄂圖曼帝國。西蒙在圍攻期間作為城市民眾的發言人兼領袖之職發揮了重要作用。一位熱心的靜修與反拉丁主義者反對將該城移交給信奉羅馬主教的威尼斯，並擔心被他們的「腐敗」影響，是以西蒙試圖加強他的跟隨者對拉丁威尼斯人和穆斯林土耳其人的東正教身份，並喚醒他們的抵抗意志，為此他組織了遊行，展示了這座城市的標誌霍德吉特里亞，並通過她的讚助人塞薩洛尼基的德米特里之干預，宣揚了該城從先前的圍攻中得以成功守住的事蹟，結果他成為抵抗者們的主要支持者，致使威尼斯儘管認為他對拉丁人懷有敵意，但仍認為他是「共和國最忠誠的僕人」。是以，當他於1429年9月去世，就嚴重影響該市民眾的士氣，他們認為這是該城陷落的預兆。
1429年夏天，塞薩洛尼卡居民再次派出大使到威尼斯，抱怨城市的進出限制、繼續侵犯他們的權利、威尼斯當局的敲詐勒索、供應狀況仍然不佳、疏於修復城市防禦工事並缺乏軍需品，以及時不時與城外突厥人接觸的威尼斯僱傭軍。儘管到7月14日，大議會對這31項要求的清單給出了相當令人放心的答覆，但當地民眾對威尼斯統治的不滿日益增加仍是顯而易見的。目擊者約翰·阿納格諾斯特斯報告道，到了1429年冬天，大多數人開始支持投降突厥人；蘇丹穆拉德知道城牆內的大致情況，是以他曾兩次派出信奉基督徒的軍官進城，並煽動反威尼斯人叛亂。然而，正如阿納格諾斯特斯所寫的那樣，那時的人口數量已經如此之少，並且彼此之間存在分歧，以至於他們無法建立起共同的事業。此外，塞薩洛尼亞居民很怕威尼斯會實施報復：這是因為他們招募了一支特殊的衛兵部隊：澤塔里奧伊（Tzetarioi），並賦予他們殺死任何主張投降的人的權力。

## 塞薩洛尼卡的淪陷
1430年3月17日，由安東尼奧·迪多率領的一個由三艘槳帆船組成的中隊抵達增援該市，但收效甚微。從城市可用的防禦者之集體表明，他們只夠使用一半或三分之一的垛口，且其武器和士氣皆不足，而當穆拉德率領一支據傳有190,000人的軍隊的消息傳開時，引起眾多民眾的廣泛恐慌。
蘇丹於3月26日之星期日中午後不久，出現在城牆之外。也許是已經得知希臘叛逃者對城牆內的不滿情緒，蘇丹似乎已經預料到他的軍隊只是僅僅出現而已就可迫使這座城市投降，或者是民眾起義反對威尼斯駐軍的信號。在這種情況下，他派基督徒軍官到城牆上，號召居民投降，但他們還沒來得及講完，就被城牆上的箭趕走了，蘇丹隨後開始為進攻該城做準備，共為期三天。28日，穆拉德再次發出投降要求，但還是遭到拒絕；同一天晚上，一位下級軍官進入城市告訴威尼斯指揮官，說突厥人在瓦尔达尔河準備了六艘船，用於對抗港口的威尼斯帆船：由於所有可用的力量都集中在城牆上，因此沒有任何可以防禦船隻的力量，然而，他們並沒有通知民眾這件事情。大約午夜時分，鄂圖曼營地的基督徒走近城牆，宣布將在第二天從發動最後的陸海總進攻，此消息很快便傳遍整個城市並使得城內居民驚恐萬分，他們紛紛跑進教堂內惶惶不安地守夜；而當迪多撤退到港口的消息傳出後，恐慌進一步蔓延。在沒有任何進一步消息的情況下，塞薩洛尼亞居民認為威尼斯正準備拋棄他們並逃離此城，結果一些守軍乾脆就此放棄他們在城牆上的陣地，回到了自己的家中。
1430年3月29日的黎明時分，鄂圖曼在魯米利亞貝勒貝伊（總司令）錫南帕夏的指揮下發動了進攻，進攻的主要力量聚集在城牆東部防禦不善的城牆上──即三角塔壘與七塔堡壘之間的那一塊──並由蘇丹本人御駕親征。他們帶來攻城工具、梯子和木板，並用它們來破壞城牆；鄂圖曼弓箭手被證明是至關重要的，因為他們的弓箭手能夠壓制守城者，並擊中許多試圖躲在城垛上窺視的人，結果導致防御者的大部分回擊都是盲擊，並且隨後慢慢開始放棄自己的陣地。終於在圍攻的第四個小時，沿著城牆的鄂圖曼軍隊已有多處成功突圍；根據阿納格諾斯特斯的說法，第一批鄂圖曼軍隊爬上了幾乎無防禦能力的東側城牆。當城內平民遭到屠殺時，威尼斯盡其所能地逃到港口──用提交給大議會的報告的話來說，「一個在他的斗篷裡，另一個在他的汗衫裡」。許多人設法逃到了迪多的船上，然後隨著船隻逃到了尼葛洛龐帝；其他人就沒有那麼幸運：僅在槳帆船威尼斯船員中就失去了270多人，包括保羅·康塔里尼公爵的兒子和其中一艘槳帆船的船長萊昂納多·格拉德尼戈在內的一些高級官員也紛紛死亡。4月2日，當這些難民抵達威尼斯後，威尼斯內格羅蓬特領地向威尼斯本土發送了一封信，以及約翰·阿納格諾斯特斯的目擊證人，提供關於圍攻的詳細信息。在返回威尼斯後，兩名原駐守塞薩洛尼卡的威尼斯指揮官被指控過失並被監禁，然而他們最後可能會被無罪釋放，因為到1432年時，兩人又再次活躍於共和國政治之中。
按照以往鄂圖曼對長期不降的城市之慣例，他們掠奪這座城市查達三天之久。根據阿納格諾斯特斯的說法，共有7,000名居民（包括他自己在內）被俘虜，並在巴爾幹和安納托利亞的奴隸市場上被出售，儘管其中許多人隨後被塞爾維亞專制公久拉吉·布蘭科維奇贖回。這座城市的許多古蹟在這場洗劫中遭受了嚴重破壞，尤其是聖迪米特里奧斯教堂：士兵們將內部的珍貴物與隱藏寶藏紛紛洗劫一空。後來當蘇丹下令將大理石部分剝離，並把他們帶到其首都阿德里安堡鋪設浴室時，使損害雪上加霜。到了第四天，蘇丹穆拉德親自進城，並在日後成為該市第一座清真寺的非人手所造像教堂祈禱，隨後便恢復秩序，將佔領他居民房屋的士兵進行驅逐，並歸還原本的主人。歷經洗劫後的城市只剩下2,000名居民倖存，其中許多人後來都皈依了伊斯蘭教。爾後蘇丹很快便採取措施重新填滿這座城市：他承諾，任何返回該城居住的居民，都會把他們的財產物歸原主，甚至在某些情況下會親自從麻袋中贖回俘虜。除此之外，蘇丹還安置了住在馬其頓的其他地區之穆斯林與基督徒，大量空屋盡被沒收並交給定居者，大部分主要教堂則被改建為清真寺。其中突厥人主要定居在上城：這樣他們可以更好地控制該城。

## 後續
當城市陷落的消息除到威尼斯時，他們都大吃一驚；此時莫羅西尼率領的艦隊仍在希臘西海岸航行。按照他們以往策略，他們會派遣艦隊封鎖加里波利並切斷達達尼爾海峽的通道，然而，威尼斯此時已準備好脫離這種無利可圖的冒險，並很快要求莫羅西尼尋求和平。到了7月，哈姆扎貝伊與威尼斯簽署了一項和平條約（後於9月4日批准），威尼斯承認失去了塞薩洛尼卡，並恢復了達達尼爾海峽的暢通，並承認鄂圖曼帝國對摩里亞地區的帕特雷的主權，並每年繳納236達克特；作為交換，威尼斯要求蘇丹承認他們在阿爾巴尼亞的財產：都拉佐、斯庫台和安提瓦里。
在佔領塞薩洛尼卡之後，鄂圖曼帝國將他們的統治力量擴大到希臘西部。該城陷落幾個月後，約阿尼納向哈姆扎貝伊投降，卡羅二世·托科接受了鄂圖曼帝國對阿爾塔周圍的南部殘餘之伊庇魯斯專制國的宗主權，爾後威尼斯將托科在札特島、凱法利尼亞島和萊夫卡斯島的領地置於她的保護之下。因此，在接下來的半個世紀，一直到1479年第一次威尼斯－鄂圖曼戰爭結束之前，威尼斯和鄂圖曼帝國間的主要戰場都會在阿爾巴尼亞：這是一個對兩國都至關重要的地區，鄂圖曼帝國可能會經由佔領那裡，繼而威脅到義大利本身。
鄂圖曼帝國對塞薩洛尼卡的佔領會一直持續到1912年10月，在第一次巴爾幹戰爭中被希臘佔領。而在1923年的希臘土耳其人口互換後，剩餘的穆斯林將盡數搬離該城。

## 註腳
1. ↑  Fine 1994，第377–378, 406頁.
2. ↑  Vacalopoulos 1973，第59–64頁.
3. ↑  Vacalopoulos 1973，第64頁.
4. ↑  Vacalopoulos 1973，第64–65頁.
5. ↑  Dennis 1964，第53–61頁.
6. ↑  Bakalopulos 1968，第285–290頁.
7. ↑  Necipoğlu 2009，第30–31 (note 32)頁.
8. ↑  Vacalopoulos 1973，第65–67頁.
9. ↑  Necipoğlu 2009，第30, 84–99頁.
10. ↑  Vacalopoulos 1973，第67, 75頁.
11. ↑  Bryer 1998，第777–778頁.
12. ↑  Necipoğlu 2009，第42–45頁.
13. ↑  Magoulias 1975，第108頁.
14. ↑  Magoulias 1975，第123–125頁.
15. ↑  Vacalopoulos 1973，第76–77頁.
16. ↑  Necipoğlu 2009，第39, 44, 47頁.
17. ↑  Necipoğlu 2009，第46–47頁.
18. ↑  Kastritsis 2007，第41–194頁.
19. ↑  Setton 1978，第12頁.
20. ↑  Fine 1994，第536頁.
21. ↑  Vacalopoulos 1973，第77–78頁.
22. ↑  Magoulias 1975，第171頁.
23. ↑  Necipoğlu 2009，第47–48頁.
24. 1 2  Necipoğlu 2009，第48頁.
25. ↑  Vacalopoulos 1973，第78頁.
26. ↑  Setton 1978，第19–20頁.
27. ↑  Mertzios 2007，第30–34頁.
28. ↑  Setton 1978，第20 (note 64)頁.
29. ↑  Setton 1978，第227 (note 97)頁.
30. 1 2 3  Setton 1978，第21頁.
31. 1 2  Setton 1978，第19頁.
32. ↑  Madden 2012，第200頁.
33. ↑  Madden 2012，第199頁.
34. ↑  Nicol 1988，第361頁.
35. ↑  Setton 1978，第20頁.
36. ↑  Nicol 1988，第361–362頁.
37. ↑  Setton 1978，第20–21頁.
38. ↑  Nicol 1988，第362–363頁.
39. ↑  Vacalopoulos 1973，第80頁.
40. ↑  Necipoğlu 2009，第49頁.
41. ↑  Necipoğlu 2009，第49–50頁.
42. ↑  Nicol 1988，第362頁.
43. ↑  Mertzios 2007，第95頁.
44. 1 2  Setton 1978，第24頁.
45. ↑  Mertzios 2007，第95–96頁.
46. 1 2  Nicol 1988，第363頁.
47. 1 2 3  Inalcik 1989，第257頁.
48. 1 2  Setton 1978，第22頁.
49. ↑  Setton 1978，第7–8頁.
50. ↑  Inalcik 1989，第257, 262–263頁.
51. ↑  Nicol 1988，第366頁.
52. ↑  Inalcik 1989，第256–261頁.
53. 1 2 3  Setton 1978，第23頁.
54. ↑  Stahl 2009，第45頁.
55. ↑  Stahl 2009，第73頁.
56. ↑  Mertzios 2007，第25–28頁.
57. ↑  Vacalopoulos 1973，第84–85頁.
58. ↑  Vacalopoulos 1973，第85頁.
59. 1 2  Mertzios 2007，第46–61頁.
60. ↑  Mertzios 2007，第62–63頁.
61. ↑  Vacalopoulos 1973，第82–83頁.
62. ↑  Heywood 1993，第711頁.
63. ↑  Mertzios 2007，第63–64頁.
64. ↑  Setton 1978，第24–25頁.
65. 1 2  Mertzios 2007，第64頁.
66. ↑  Madden 2012，第201–202頁.
67. ↑  Mertzios 2007，第65頁.
68. ↑  Setton 1978，第25頁.
69. ↑  Setton 1978，第25–26頁.
70. ↑  Setton 1978，第26頁.
71. ↑  Setton 1978，第26–27頁.
72. ↑  Mertzios 2007，第70–71頁.
73. 1 2 3  Setton 1978，第37頁.
74. ↑  Stahl 2009，第75–76頁.
75. ↑  Stahl 2009，第76頁.
76. 1 2 3  Inalcik 1989，第262頁.
77. 1 2  Setton 1978，第29頁.
78. 1 2 3  Nicol 1988，第370頁.
79. 1 2  Setton 1978，第27頁.
80. ↑  Mertzios 2007，第87頁.
81. 1 2  Vacalopoulos 1973，第90頁.
82. ↑  Stahl 2009，第76–77頁.
83. ↑  Nicol 1988，第371頁.
84. ↑  Setton 1978，第29–30頁.
85. ↑  Setton 1978，第30 (note 94)頁.
86. ↑  Inalcik 1989，第261–262頁.
87. ↑  Inalcik 1989，第262, 263頁.
88. ↑  Necipoğlu 2009，第105頁.
89. ↑  Necipoğlu 2009，第106–107頁.
90. ↑  Vacalopoulos 1973，第88–89頁.
91. ↑  Necipoğlu 2009，第109 (note 92)頁.
92. ↑  Necipoğlu 2009，第109–110頁.
93. ↑  Necipoğlu 2009，第110–111頁.
94. ↑  Necipoğlu 2009，第111頁.
95. ↑  Vacalopoulos 1973，第86頁.
96. ↑  Necipoğlu 2009，第50, 105頁.
97. ↑  Bryer 1998，第778頁.
98. ↑  Necipoğlu 2009，第50, 53, 103頁.
99. ↑  Setton 1978，第28頁.
100. ↑  Mertzios 2007，第72–87頁.
101. ↑  Vacalopoulos 1973，第87–88頁.
102. ↑  Necipoğlu 2009，第50–51, 112頁.
103. ↑  Vacalopoulos 1973，第89–90頁.
104. 1 2 3  Mertzios 2007，第90頁.
105. ↑  Vacalopoulos 1973，第91頁.
106. ↑  Madden 2012，第202頁.
107. ↑  Vacalopoulos 1973，第91–92頁.
108. ↑  Mertzios 2007，第87–89頁.
109. ↑  Vacalopoulos 1973，第96–97頁.
110. ↑  Mertzios 2007，第90–91頁.
111. ↑  Vacalopoulos 1973，第92–94頁.
112. ↑  Mertzios 2007，第91–92頁.
113. 1 2 3 4  Vacalopoulos 1973，第94頁.
114. ↑  Mertzios 2007，第88–89頁.
115. ↑  Mertzios 2007，第98頁.
116. 1 2  Faroqhi 1997，第123頁.
117. ↑  Vacalopoulos 1973，第109頁.
118. ↑  Vacalopoulos 1973，第95頁.
119. ↑  Reinert 2002，第277–278頁.
120. ↑  Vacalopoulos 1973，第96頁.
121. ↑  Vacalopoulos 1973，第108–111頁.
122. 1 2  Inalcik 1989，第263頁.
123. ↑  Mertzios 2007，第98–99頁.
124. ↑  Setton 1978，第29, 30 (note 94)頁.
125. ↑  Setton 1978，第30頁.
126. ↑  Inalcik 1989，第264頁.
127. ↑  Inalcik 1989，第264–266頁.
128. ↑  Setton 1978，第31頁.
129. 1 2  Faroqhi 1997，第126頁.

### 文獻
- Balfour, David (编). . Vienna: Österreichische Akademie der Wissenschaften. 1979. ISBN 978-3-7001-0302-8.
- Jacoby, D. . . Paris: Association des Amis du Centre d'Histoire et Civilisation de Byzance. 2002: 303–318. ISBN 978-2-9519198-0-8 （法语）.
- Lemerle, Paul. .  III. Milan. 1951: 219–225.
- Manfroni, Camillo. . Nuovo Archivio Veneto, Nuova Serie. 1910, XX (1): 5–68 （意大利语）.
- Melville-Jones, John R. . Padua: UniPress. 2002. ISBN 978-88-8098-176-3.
- Melville-Jones, John R. . Padua: UniPress. 2006. ISBN 978-88-8098-228-9.
- Tsaras, Yiannis.  [Thessaloniki from the Byzantines to the Venetians (1423–1430)]. Makedonika. 1977, 17: 85–123. ISSN 0076-289X. doi:10.12681/makedonika.363  （希腊语）.
- Vryonis, Speros. . Bryer, Anthony; Lowry, Heath W.  (编). . The University of Birmingham, Centre for Byzantine Studies. 1986: 281–321. ISBN 978-0-7044-0748-0.

### 資料
- Bakalopulos, A.  [On the Question of the Second Capture of Thessaloniki by the Turks, 1391–1394]. Byzantinische Zeitschrift. 1968, 61 (2): 285–290. S2CID 191470685. doi:10.1515/bz-1968-0209 （德语）.
- Bryer, Anthony. [[[:Template:Gbook]] ] 请检查|chapter-url=值 (帮助). Allmand, Christopher  (编). . Cambridge: Cambridge University Press. 1998: 771–795. ISBN 978-0-521-38296-0.
- Dennis, G. T. . Byzantinische Zeitschrift. 1964, 57: 53–61. S2CID 194038944. doi:10.1515/byzs.1964.57.1.53.
- Faroqhi, Suraiya. . Bosworth, C. E.; van Donzel, E.; Heinrichs, W. P.; Lecomte, G.  (编). . Leiden: E. J. Brill: 123–126. 1997. ISBN 978-90-04-10422-8.
- Fine, John Van Antwerp. . Ann Arbor, Michigan: University of Michigan Press. 1994 [1987]. ISBN 0-472-08260-4 （英语）.
- Heywood, C. J. . Bosworth, C. E.; van Donzel, E.; Heinrichs, W. P.; Pellat, Ch.  (编). . Leiden: E. J. Brill: 710–712. 1993. ISBN 978-90-04-09419-2.
- Inalcik, Halil. . Setton, Kenneth M.; Hazard, Harry W.; Zacour, Norman P.  (编). . Madison and London: University of Wisconsin Press. 1989: 222–275. ISBN 0-299-10740-X （英语）.
- Kastritsis, Dimitris. . Brill. 2007  [2022-07-21]. ISBN 978-90-04-15836-8. （原始内容存档于2017-03-25）.
- Madden, Thomas F. . New York: Viking. 2012. ISBN 978-1-101-60113-6.
- Magoulias, Harry (编). . Detroit: Wayne State University Press. 1975. ISBN 978-0-8143-1540-8.
- Mertzios, Konstantinos.  [Monuments of Macedonian History] (PDF) Second. Thessaloniki: Society for Macedonian Studies. 2007 [1949]  [2022-07-21]. ISBN 978-960-7265-78-4. （原始内容存档 (PDF)于2017-03-06） （希腊语）.
- Necipoğlu, Nevra. [[[:Template:Gbook]] ] 请检查|url=值 (帮助). Cambridge: Cambridge University Press. 2009. ISBN 978-1-107-40388-8.
- Nicol, Donald M. . Cambridge: Cambridge University Press. 1988. ISBN 0-521-34157-4 （英语）.
- Reinert, Stephen W. [[[:Template:Gbook]] ] 请检查|chapter-url=值 (帮助). Mango, Cyril  (编). . Oxford and New York: Oxford University Press. 2002: 248–283. ISBN 978-0-19-814098-6.
- Setton, Kenneth M. . Philadelphia: The American Philosophical Society. 1978. ISBN 0-87169-127-2 （英语）.
- Stahl, Alan M. [[[:Template:Gbook]] ] 请检查|chapter-url=值 (帮助). Long, Pamela O.  (编). . Cambridge, Massachusetts: MIT Press. 2009: 35–98. ISBN 978-0-262-12308-2.
- Vacalopoulos, Apostolos E. . 由Peter Megann翻译. Thessaloniki: Institute for Balkan Studies. 1973  [2022-07-21]. OCLC 220583971. （原始内容存档于2016-04-23）.

40°38′15″N 22°56′42″E / 40.63750°N 22.94500°E